# Тем тяжелее падение
«Тем тяжелее падение» (англ. The Harder They Fall) — фильм нуар режиссёра Марка Робсона, вышедший на экраны в 1956 году.
Сценарий написал Филип Йордан по одноимённому роману Бадда Шульберга, написанному в 1947 году. «Этот фильм с ключом» (фильм о реальных людях под вымышленными именами) рассказывает о карьере аргентинского боксёра-тяжеловеса Торо (Майк Лэйн), «экранного суррогата реального итальянского бойца Примо Карнеры». С помощью беспринципного и напористого промоутера (Род Стайгер), который организует серию договорных боёв, и продажного спортивного журналиста (Хамфри Богарт), обеспечивающего рекламную кампанию молодого боксёра, Торо быстро поднимается до права на бой с чемпионом мира, однако терпит от него разгромное поражение, покидает ринг и возвращается на родину.
Как отметил критик Дэвид Стерритт, «фильмы о боксёрах имеют давнюю историю — от немых картин, таких как „Сломанные побеги“ (1919) Д. У. Гриффита и „Ринг“ (1927) Альфреда Хичкока, до таких более поздних работ, как „Тело и душа“ (1947), „Чемпион“ (1949, также Марка Робсона), „Подстава“ (1949), „Кто-то там наверху любит меня“ (1956), „Жирный город“ (1972), „Рокки“ (1976) и „Бешеный бык“ (1980), но ни один из этих фильмов не имел столь неистового критического взгляда на спорт, как этот фильм».
Фильм был включён в официальную программу Каннского кинофестиваля 1956 года. В 1957 году оператор картины Бёрнетт Гаффи был удостоен номинации на Оскар за лучшую операторскую работу в чёрно-белом кино.
В этом фильме звезда жанра фильм нуар Хамфри Богарт сыграл свою последнюю кинороль. Он умер через восемь месяцев после премьеры фильма.

## Сюжет
В Нью-Йорк по приглашению крупного боксёрского промоутера Ника Бенко (Род Стайгер) из Аргентины прибывает молодой боксёр гигантских размеров Торо Морено (Майк Лэйн) вместе со своим менеджером Луисом Арганди (Карлос Монталбан). Ник решает раскрутить Торо до звёздного уровня, чтобы заработать приличные деньги на его успехе. Для организации общенациональной рекламной кампании по продвижению никому не известного Торо в США Ник приглашает известного спортивного журналиста Эдди Уиллиса (Хамфри Богарт), который недавно был уволен из газеты в связи с её банкротством.
Наблюдая за показательным боем Торо с Джорджем (Джерси Джо Уолкотт), бывшим боксёром и опытным спарринг-партнёром в команде Ника, Эдди видит, что, несмотря на свои внушительные габариты, Торо обладает слишком мягким силовым ударом, слабым торсом и «стеклянной челюстью», и совершенно не в состоянии выдерживать мощные удары соперника. Однако Ник говорит Эдди, что не стоит беспокоиться на этот счёт, так как он планирует подстроить все бои Торо, а задачей Эдди является обеспечить молодому боксёру популярность в средствах массовой информации и среди публики.
Эдди не нравится подход Ника, однако он отчаянно нуждается в деньгах, так как всю жизнь жил от зарплаты до зарплаты, а в сорок с лишним лет остался без заработка, хотя ему надо содержать семью. Когда Ник предлагает Эдди зарплату в 1000 долларов в месяц плюс оплату всех расходов, Эдди соглашается. Он предлагает начать рекламную кампанию Торо в Калифорнии, с тем, чтобы сделать себе имя там, затем с успехом проехать по всей стране и прибыть в Нью-Йорк уже признанным мастером, способным составить конкуренцию ведущим боксёрам мира.
Бет (Джен Стерлинг), жена Эдди, не очень довольна новой работой мужа, считая, что она ниже его уровня. Тем не менее, уже тем же вечером Эдди вылетает в Лос-Анджелес вместе с Торо и его менеджером. В самолёте Эдди видит, что Торо — малообразованный и наивный, но добрый парень. Торо проникается доверием к Эдди, считая, что тот не обманет его, защитит и поможет.
Прибыв в Лос-Анджелес, Эдди разворачивает мощную рекламную кампанию в прессе, рассказывающую о выдающихся способностях Торо и о том, что в скором времени он будет претендовать на титул чемпиона мира в тяжёлом весе. По городу начинает курсировать специально оформленный автобус с лозунгами, восхваляющими Торо, с его изображением огромных размеров.
Когда местные средства массовой информации и общественность уже достаточно заинтригованы, объявляется первый бой Торо с Сэйлором Ригаццо, одним из чемпионов в штате Калифорния. Во время боя Ригаццо чувствует, что может легко побить расхваленного претендента на корону, о чём говорит своему тренеру. Тогда тренер, который был подкуплен командой Ника, в перерыве протирает лицо Ригаццо полотенцем, пропитанным специальным химическим раствором. В результате, выйдя на ринг, Ригаццо ничего не видит, и Торо расправляется с ним за несколько секунд. Когда Торо объявляют победителем, разозлённый Ригаццо пинает ногой пропитанное полотенце, и оно случайно отлетает в зрительный зал к Арту Ливитту (Харольд Джэй Стоун), признанному спортивному обозревателю и старому другу Эдди, который улавливает запах химикатов. Пока команда Ника празднует победу, разносится слух, что будет проведена проверка по поводу честности боя.
Узнав, что в отношении него будет проводиться расследование, Бенко из Нью-Йорка звонит Эдди и предлагает ему 10 процентов от прибыли и руководство командой своих помощников, работающих с Торо, если тот сможет, используя свои связи, остановить это дело. Не в силах устоять перед финансовыми посулами, Эдди соглашается на условия Ника и отправляется на встречу с Артом, который является главным свидетелем во время слушаний.
Эдди уговаривает Арта отказаться от дачи показаний. В свою очередь, Арт показывает ему снятое им телеинтервью с бывшим боксёром Джои Гребом (Джо Греб), который провёл на ринге более 150 боёв и окончательно подорвал здоровье. После того, как Греб перестал приносить прибыль, менеджеры просто выбросили его на улицу, и теперь он вынужден жить в собственной машине в нищем районе Лос-Анджелеса, страдая от тяжёлой травмы головы и выбитых зубов. На Эдди сюжет производит сильное впечатление. Тем не менее, ссылаясь на то, что когда-то он помог Арту начать успешную карьеру, Эдди просит оказать ему ответную услугу. Честный и принципиальный Арт, чувствуя, что обязан отблагодарить Эдди, обещает сказать на слушаниях, что, возможно, бой был честным, однако после этого просит Эдди больше никогда не рассчитывать на дружескую услугу с его стороны.
Тем временем команда Ника проводит совещание со своими менеджерами. От их лица, Джим Уэйерхауз (Эдвард Эндрюс), просит увеличить долю менеджеров в прибыли от боёв. После показанного Артом интервью, Эдди категорически отказывается повышать гонорары менеджерам и вместо этого требует повысить зарплаты боксёрам. Менеджеры сначала уходят с переговоров, но, понимая, что у них нет другого выхода, возвращаются и принимают условия Эдди.
Турне Торо по Соединённым Штатам проходит с большим успехом. Переезжая из города в город, Торо одерживает одну победу за другой, даже не подозревая, что все бои подстроены. Слава о нём всё растёт. В Нью-Йорке Бет в гостях у Бенко смотрит очередной успешный бой Торо по телевизору. После его окончания она просит согласия Бенко присоединиться к мужу, однако Ник отказывает ей на том основании, что это может помешать работе Эдди. Он обещает ей, что они вместе присоединятся к Эдди, когда Торо будет проводить бой в Чикаго.
В конце концов после ещё нескольких подстроенных боёв Эдди и вся его команда добирается до Чикаго, где Торо должен провести важный бой с Гасом Данди (Пэт Комиски), который до недавнего времени был чемпионом мира, но несколько недель назад был разбит в титульном бою с Бадди Бреннаном (Макс Бэр). Выясняется, что за всё время турне Ник не заплатил Торо ни единого цента. Когда Агранди робко просит Ника заплатить хотя бы немного денег, чтобы отправить матери Торо, тот отказывается обсуждать эту тему. Увидев Гаса во время переговоров о предстоящем поединке, Эдди замечает, что тот не восстановился после предыдущего боя с Бадди и страдает от сильных головных болей.
При следующем обращении Агранди по поводу денег Ник даёт указание аннулировать его рабочую визу, вынуждая того уехать обратно в Аргентину. Той же ночью Эдди сообщают по телефону, что Торо сбежал. Эдди застаёт Торо в окружении группы поймавших его молодчиков Ника с бейсбольными битами и арматурой в руках. Чтобы разрядить обстановку, Эдди подходит к Торо, и, обняв его, уводит с места противостояния. Оставшись с Эдди наедине, Торо умоляет, чтобы его отпустили домой, не поддаваясь на обещания славы и богатства. Когда Торо признаётся, что его главная мечта купить маме дом, Эдди отвечает, что они оба работают только ради денег. И они должны продержаться ещё два боя, чтобы получить свои деньги. Эдди обещает Торо, что после чемпионского боя с Бадди уволится вместе с ним.
Перед самым боем с Торо, состояние здоровья Гаса резко ухудшается — его рвёт, а носом идёт кровь. Однако Ник требует немедленно привести Гаса в чувство и любой ценой вывести на ринг. Во время боя Ганс некоторое время сдерживает атаки Торо, но затем слабеет и после очередного удара теряет сознание. С ринга его уносят на носилках. В состоянии комы Гаса доставляют в больницу, где врачи определяют, что у него ещё до боя было внутреннее кровоизлияние. Прибывший в больницу Ник вместе со своей командой доказывает, что в таком состоянии Гаса виновны боксёрская комиссия и рефери, допустившие выход боксёра на ринг. Затем перед журналистами Ник заявляет, что результат боя является доказательством убийственной силы удара Торо. Вскоре становится известно, что Гас умер в больнице. После этого Бет просит Эдди бросить эту опасную и жестокую работу и вернуться в Нью-Йорк вместе с ней. Однако Эдди решает довести дело до конца, чтобы получить причитающееся ему вознаграждение, и разочарованная Бет уезжает домой одна.
После убедительной победы над Гасом Торо становится претендентом на чемпионское звание и получает право провести бой с чемпионом мира Бадди Бреннаном. На пресс-конференции накануне боя в Нью-Йорке, Ник и Эдди рекламируют силу удара Торо, которым можно убить человека, ссылаясь на случай с Гасом. Это вызывает возмущение Бадди. Он отводит Ника и Эдди в сторону и говорит, что это он измочалил Гаса до такого состояния, что тот не смог противостоять Торо. Затем Бадди клянётся, что сделает то же самое и с Торо.
Вскоре после этого, настоятель одной из католических церквей Нью-Йорка приглашает к себе Торо, передавая письмо от матери. Узнав о том, что в бою с её сыном погиб человек, мать просит сына вернуться домой, покаяться и искупить свой грех. Эдди приходит в церковь и уговаривает Торо доработать контракт до конца на том основании, что у него остались невыполненные обязательства перед Ником, и если он уедет сейчас, то не получит денег и не сможет купить маме дом.
Вернувшись в гостиницу, Эдди решает рассказать Торо, который уверовал, что является непобедимым чемпионом, способным своим ударом убить человека, что все его бои были подстроены. Для подтверждения своих слов Эдди просит 53-летнего Джорджа, который когда-то был первоклассным боксёром, а последнее время тренировал Торо, показать ему свой удар. Джордж легко с первого же удара сбивает Торо с ног. Затем Эдди говорит, что бой с Бадди будет первым неподстроенным боем для Торо, к тому же боем с самым сильным противником, против которого у Торо нет никаких шансов. Эдди просит Джорджа подготовить Торо таким образом, чтобы тот в первую очередь смог сохранить своё здоровье. Джордж подсказывает ему, как грамотно держать соперника на дистанции и вязать ему руки, чтобы не дать нанести прицельный удар. В случае же, если такой удар пройдёт, Эдди рекомендует Торо сразу падать и отлёживаться как можно дольше, восстанавливая свои силы.
Во время боя Торо, наивно полагая, что способен соперничать с Бадди, пытается боксировать с ним на встречных курсах, что приводит чемпиона в ярость. Бадди начинает жестоко и целенаправленно избивать беспомощного Торо. В конце концов, Торо уносят с ринга с разбитой челюстью.
Зная заранее, что Торо потерпит поражение, Ник поставил все деньги на победу Бреннана и сорвал немалый куш. После боя Эдди отправляется в офис, где получает у Ника свой гонорар, который составил 26 тысяч долларов. Затем Ник объявляет, что за 75 тысяч долларов продал контракт Торо Уэйерхаузу, который рассчитывает прокатить аргентинского гиганта по тем же городам, где тот одерживал победы, чтобы теперь публика насладилась, глядя на его поражения.
Эдди, который обещал Торо забрать его деньги, просит сказать, сколько заработал аргентинец. Выясняется, что, согласно бухгалтерским книгам, его заработок составил всего 49 долларов. Это вызывает у Эдди крайнее возмущение, он говорит, что человек честно отработал свой контракт, жертвовал ради него своим здоровьем, провёл бой с чемпионом мира, который принёс более миллиона долларов прибыли, и в итоге заработал всего 49 долларов. Хлопнув дверью, Эдди отправляется в больницу к Торо, чтобы немедленно отправить его домой. По дороге в аэропорт Торо просит Эдди отдать ему заработанные им деньги. Ненадолго задумавшись, Эдди без каких-либо объяснений отдаёт Торо свой гонорар, а затем сажает его на самолёт.
Эдди возвращается домой, где его встречает Бет. Однако вскоре к нему в квартиру врывается Ник со своими подручными, требуя вернуть 26 тысяч долларов в качестве покрытия части неустойки за сорванный контракт с Уэйерхаузом на 75 тысяч долларов. Эдди отвечает, что денег у него нет, и он сможет их вернуть только после того, как получит гонорар за разоблачительную книгу о коррупции и мафии в профессиональном боксе. Говоря, что его книга ничего не изменит, так как система сильнее любых слов, Ник уходит.
Эдди садится за печатную машинку и начинает работу над книгой, которой даёт название «Тем тяжелее падение». Удовлетворённая таким поворотом событий, Бет приносит ему кофе.

## В ролях
- Хамфри Богарт — Эдди Уиллис
- Род Стайгер — Ник Бенко
- Джен Стерлинг — Бет Уиллис
- Майк Лэйн — Торо Морено
- Эдвард Эндрюс — Джим Уэйерхауз
- Харольд Джей Стоун — Арт Ливитт
- Карлос Монтаблан — Луис Агранди
- Нехемайя Персофф — Лео
- Мэриэн Карр — Элис (в титрах не указана)

Боксёры, играющие в фильме:
- Джерси Джо Уолкотт — Джордж
- Макс Бэр — Бадди Брэннэн
- Пэт Комиски — Гас Данди
- Джо Греб — Джои Греб

## Авторы фильма и исполнители главных ролей
Фильм основан на одноимённом романе 1947 года Бадда Шульберга, который написал сценарии таких признанных фильмов, как «В порту» (1954) и «Лицо в толпе» (1957). Сценарист картины Филип Йордан известен такими работами в жанре нуар, как «Когда незнакомцы женятся» (1944), «Погоня» (1946), «Дом незнакомцев» (1949), «Паника на улицах» (1950), «Детективная история» (1951) и «Большой ансамбль» (1955).
Режиссёр Марк Робсон «начинал свою карьеру в качестве монтажёра на серии великих фильмов ужасов продюсера Вэла Льютона 1940-х годов», где постепенно поднялся до уровня режиссёра, поставив такие картины, как «Седьмая жертва» (1943), «Корабль-призрак» (1943), «Остров мёртвых» (1945) и «Бедлам» (1946), после чего поставил такие фильмы нуар, как «Чемпион» (1949, также о боксе) и «Край гибели» (1950).
Хамфри Богарт сыграл в 26 фильмах нуар, среди них такие значимые картины, как «Мальтийский сокол» (1941), «Касабланка» (1942), «Иметь и не иметь» (1944), «Глубокий сон» (1946), «Чёрная полоса» (1947), «Риф Ларго» (1948), «В укромном месте» (1950) и многих других. Род Стайгер сыграл в таких признанных драмах нуаровой и криминальной направленности, как «В порту» (1954), «Большой нож» (1955), «За мостом» (1957), «Семь воров» (1960), «Ростовщик» (1964), «Полуночная жара» (1967), «Невинные с грязными руками» (1975).

## История создания фильма
Как отметил кинокритик Деннис Шварц, «фильм основан на боксёрской карьере Примо Карнеры, итальянского гиганта, который был чемпионом в тяжёлом весе в 1933-34 годах. Реальный Карнера выдвинул иск против „Коламбиа пикчерс“ относительно утверждений в фильме, что его бои были подстроены, но проиграл». На сайте Американского киноинститута также указано, что «обозреватели обращали внимание на сходство между Торо и бывшим боксёром-тяжеловесом, итальянцем по происхождению Примо Карнера. Карнера, который имел рост 6 футов 5 1/2 дюймов (197 см) и вес почти 130 килограмм, собрал впечатляющую серию побед нокаутом, которые, как полагали многие комментаторы, были подстроены». Дэвид Стерритт также пишет, что «персонаж Торо был вдохновлён реальным чемпионом в тяжёлом весе Примо Карнерой, который был обвинён в том, что получал прибыль от боёв, которые были подстроены, правда, без его участия». По информации Американского киноинститута, «в мае 1959 года „Голливуд репортер“ написал, что Карнера выдвинул иск на 1.5 миллиона долларов против студии „Коламбиа“ за вмешательство в частную жизнь. 9 августа 1956 года судья не принял иск Карнеры к рассмотрению на том основании, что фигура, становясь публичной, отказывается от своего права на частную жизнь».
Кинокритик Босли Кроутер написал в «Нью-Йорк таймс»: «За девять лет до выхода фильма на экраны Бадд Шульберг нанёс удар в челюсть бизнесу по промоушену боёв в своём романе „Тем тяжелее падение“. Он не довёл дело до нокаута, потому что промоутерский бизнес был таков, что роман, как бы хорошо он не был написан, вряд ли мог завалить его с одного удара. Но он открыл глаза многим читателям на то, что происходило за кулисами боксёрской арены. И он выдал ужасное развлечение для тех, кто любит рассказы о грубых и кровавых коммерческих боях». Стеррит далее сообщает: «Шульберга пригласили написать по роману сценарий, но он поставил условие, что будет работать дома». Причина заключалась в том, что Шульберг «не хотел встречаться с боссом студии „Коламбиа“ Гарри Коном, который постоянно оскорблял отца Шульберга, Б. П. Шульберга, когда тот был руководителем студии „Парамаунт“ несколькими годами ранее». Однако Кон не принял такое условие, после чего Шульберг отказался от работы. «За дело взялся талантливый Филип Йордан, создав последовательно нелицеприятный сценарий, а также стал продюсером картины».
В фильме сыграли роли несколько известных в прошлом профессиональных боксёров, среди них Джерси Джо Уолкотт, который был чемпионом мира по боксу в тяжёлом весе в 1951-52 годах, Макс Бэр, Пэт Комиски и Джо Греб. В 1933 году Бэр и Карнера снялись вместе в боксёрском фильме «Боец и леди», причём Карнера изображал роль чемпиона мира, а Бэр — претендента. Бой в фильме закончился вничью, и позволил тогдашнему чемпиону мира Карнере сохранить свой титул. В реальной жизни Карнера был чемпионом мира в 1933-34 годах. В 1935 году чемпионом мира стал Бэр, 11 раз послав Карнеру в нокдаун и победив техническим нокаутом в 11 раунде. В 1936 году Бэр проиграл свой очередной бой и потерял звание чемпиона мира. В данном фильме Бэр играет чемпиона мира Бадди Брэннана, который посылает Торо (образ которого написан с Карнеры) в нокаут.
В мае 1991 года в интервью Шульберг заявил, что прообразом Эдди Уиллиса был журналист, пресс-агент, сценарист и боксёрский промоутер Харольд Конрад.

## Оценка фильма критикой

### Общая оценка и характеристика фильма
Фильм был удостоен высокой оценки критики, особенно отметившей нелицеприятный показ изнанки профессионального бокса, а также жестокость боёв.
Сразу после выхода фильма кинокритик Босли Кроутер в «Нью-Йорк таймс» охарактеризовал его как «жестокую и непримиримую», но «возможно, немного искусственную историю. Но все тайны коммерческого бокса, которые Йордан и Робсон раскрыли в этой истории — наряду с жестокими сценами боёв — создают живой и пронзительный фильм. Что касается окончания, в котором писатель садится, чтобы ради очистки совести сделать ошеломляющее разоблачение бокса — то это голливудский обман, фальшивка». При этом Кроутер сомневается, что «рассказанная в картине история является убедительным представлением боксёрского бизнеса сегодня». Характеризуя картину, Кроутер пишет, что «эта нелицеприятная картина о боксёрском бизнесе начинает бодрое движение с самого начала и останавливается лишь перед самым концом. На протяжении десяти раундов (или катушек с киноплёнкой) — что в экранном времени составляет 100 минут — с вызывающей помутнение в глазах яростью и скоростью она отстукивает как на печатной машинке тяжёлую историю грязной мистификации, которую навязывают любителям бокса грубый, примитивный промоутер и работающий на него бывший спортивный журналист. Субъектом мистификации является огромный, но слабый классом боксёр, которого с помощью шумной рекламной кампании и договорных боёв поднимают до звания претендента на корону в тяжёлом весе. Низость заключается как в унижении такого, идущего с древних времён „мужского искусства“ как бокс, так и в бессовестном обмане боксёра, который настолько глуп, что думает, что он и вправду хорош».
Кинокритик Майкл Костелло отмечает, что «разоблачение Марком Робсоном профессионального бокса впечатляет своей реалистичностью, отражая глубокое знание спорта сценаристом Баддом Шульбергом, но тяжело переносить его шокирующие откровения относительно коррупции в этом виде спорта». По мнению Костелло, «сцены боёв поставлены аутентично, и включают некоторые из самых жестоких экранных побоищ в эпоху до „Бешеного быка“ (1980), однако предсказуемость фильма приглушает силу его воздействия».
Кинокритик Деннис Шварц описывает фильм как «комбинацию мелодрамы и триллера», указывая, что этот «последний фильм уже нездорового Богарта не был нокаутом, но его сильная и бескомпромиссная игра в качестве бывшего спортивного журналиста, который из отчаяния и ради денег берётся за работу пиарщика при организаторе подставных боёв, великолепна». Шварц далее пишет, что «фильм служит разоблачением контроля мафии над профессиональным боксом… Это социально ориентированный фильм, который сделан реалистично, но ему не удаётся шокировать и, собственно говоря, быть убедительным».
Алан Роуд назвал картину «жёстким обвинением профессиональному боксу, называемому в профессиональном спорте „районом красных фонарей“», которое «наносит по нему тяжёлый, основанный на фактах, удар». Кроме того, «в серии точно прописанных эпизодов и сцен, фильм говорит о трагической судьбе многих профессиональных боксёров: обворованных, разбитых и тяжело травмированных. Некоторые из этих эпизодов выполнены мучительно, горько и неотразимо».

### Характеристика основных персонажей картины
Кроутер считает, что «в этой картине нет никого, к которому вы можете испытывать большое уважение, начиная от здоровенного глупца, которому устраивают лёгкую прогулку к жаждущим крови, воющим доверчивым поклонникам»… «Промоутер изображён настолько жестоким и презренным, что его образ заставляет содрогнуться при одной мысли, что такой человек может разгуливать на свободе в этом мире. Сыгранный безжалостным Родом Стайгером, он обладает шармом раненного ножом гризли». И, наконец, «не намного более привлекателен или достоверен бывший спортивный журналист, которого играет Хамфри Богарт. Он полу-добродетельный ремесленник, который продаётся мафии настолько низко, что заставляет усомниться в чистоте его профессиональной родословной. Мистер Богарт, старый мастак в изображении предательства, делает своего персонажа действительно презираемым».

### Характеристика актёрской игры
Актёрская игра заслужила в целом положительной оценки. В частности, Стерритт пишет: «Богарт играет персонажа, который устал от жизни от зарплаты до зарплаты и хочет заработать реальные деньги, чтобы он и его жена, имели более обеспеченную жизнь… Богарт играет настолько крепко и изящно, что трудно поверить в то, что у него был рак горла, и он постоянно уставал во время съёмок; это была его последняя картина, она вышла за несколько месяцев до его смерти в 1957 году». С ним согласен и Роуд, отметивший, что «хотя Богарт уже выглядел немного одутловатым и больным от рака, который убил его на следующий год, он показывает тонкую и прекрасную игру». Костелло также пишет, что «это был последний фильм Богарта, и он выдаёт приемлемую игру, но кажется слишком изнурённым при исполнении роли, которая призвана воплотить возмущённое сознание фильма».
Стеррит отмечает «буйное, задиристое изображение Стайгером Ника, которое создаёт богатый контраст с работой Богарта». Костелло пишет, что «Стайгер играет подлого, порочного боксёрского менеджера в своём лучшем стиле бешеной собаки». Роуд считает, что «это один из лучших фильмов Рода Стайгера. Чрезмерная утрированность, которая проявлялась в некоторых других его работах, здесь отсутствует. Он играет абсолютную гиену идеально, окружённый актёрами, играющими зверей поменьше».
Кроутер считает, что «Стерлинг играет апатично», а по мнению Стерритта, она "не произвела особого впечатления в роли Бет, но Лэйн идеален своём экранном дебюте в роли бойца с дамским ударом. Кроутер пишет, что «Майк Лэйн выглядит как гигантский ломоть первоклассной говядины в окружении различных крутых и опасных громил, которых играют Макс Бэр, Херби Фэй, Джерси Джо Уолкотт, Пэт Комиски, Абель Фернандес и некоторые другие».
Стерритт отмечает «высокий уровень игры актёров второго плана, в частности, Харольда Джей Стоуна в качестве спортивного обозревателя, Нехемийя Персоффа — в качестве одного из подручных Ника, Карлоса Монталбана в качестве менеджера Торо, и настоящих боксёров Макса Бэра в роли Бадди-чемпиона, Джерси Джо Уолкотта в роли сдержанного тренера Джорджа, и бедного грустного Джо Греба в роли бедного, грустного Джо Греба». Стерритт пишет, что «несколько боксёров играют небольшие роли в этом фильме нуар, но никто не производит более живого впечатления, чем Джо Греб, коммерческий боксёр эпохи 1930-х годов, играющий роль в фильме внутри фильма, который показывает спортивный комментатор Арт Ливитт главному персонажу, Эдди Уиллису».